# Agaivanuna
Agaivanuna, pleme Paviotsa (Sjeverni Pajuti) koje je nekada živjelo na jezeru Summit Lake u zapadnoj Nevadi. Spominje ih Powell u Paviotso MC, B. A. E., 1881.

## Vanjske poveznice
- Mono-Paviotso Indian Tribe History